# Les Autels

Les Autels este o comună în departamentul Aisne din nordul Franței. În 1 ianuarie 2022 avea o populație de 63 de locuitori.